# Sexdrega landskommun
Sexdrega landskommun var en tidigare kommun i dåvarande Älvsborgs län.

## Administrativ historik
Den inrättades i Sexdrega socken i Kinds härad i Västergötland när 1862 års kommunalförordningar trädde i kraft.
Vid Kommunreformen 1952 uppgick kommunen i Lysjö landskommun. När denna upplöstes 1971 uppgick denna del i Svenljunga kommun.

## Politik

### Mandatfördelning i Sexdrega landskommun 1942-1946
| 6 | 4 | 4 | 6 |

| 17 | 3 |

| 5 | 8 | 1 | 6 |

| 20 |